# Adam Bradbury
Adam Bradbury (Stoke-on-Trent, 22 de agosto de 1991) es un jugador profesional de voleibol inglés, juego de posición receptor/atacante. Desde la temporada 2018/2019, el juega en sueco equipo Hylte VBK.

## Palmarés

### Clubes
Copa de Inglaterra:
- 2018

Campeonato de Inglaterra:
- 2018

Campeonato de Suecia:
- 2019